# Albert Norton Richards
Pour les articles homonymes, voir Albert Richards et Richards.
Albert Norton Richards est un homme politique canadien qui sert comme lieutenant-gouverneur de la province de Colombie-Britannique de 1876 à 1881.
Il siège également à la Chambre des communes à titre de député fédéral libéral de la circonscription ontarienne de Leeds-Sud de 1872 à 1874.

## Biographie
Né à Brockville dans le Haut-Canada, Richards est le fils de Stephen Richards et de Phoebe Buell. Il étudie le droit avec son frère William Buell Richards qui deviendra le premier juge en chef de la Cour suprême du Canada en 1875. Nommé au barreau du Haut-Canada en 1848, il pratique le droit à Brockville avant de s'établir plus tard à Victoria en Colombie-Britannique. Richards est aussi l'un des membres fondateur de la firme d'avocats vancouvéroise maintenant connue sous le nom de Richards Buell Sutton.
En 1867, il est nommé conseiller de la reine et est plus tard élu au 8e législature de la province du Canada la même année, représentant le comté de South Leeds sous l'étiquette de réformiste. Défait en 1864, il accepte un poste de solliciteur général du Canada-Ouest et doit alors se représenter pour la même circonscription. En 1867, il est défait de peu par John Willoughby Crawford (en) dans Leeds-Sud. Toutefois, il parvient à reprendre le siège en 1872. En 1869, il est nommé procureur-général du gouvernement provisoire Nord-Ouest, mais est repoussé par les rebelles de la région de Pembina Valley dans ce qui deviendra le Manitoba. En 1874, il s'installe en Colombie-Britannique et est nommé lieutenant-gouverneur de la province le 27 juin 1876. Après son mandat, il retourne en Ontario pendant trois ans avant de revenir à Victoria où il travaille comme avocat. Durant cette période, Richards sert comme trésorier du barreau de la Colombie-Britannique de 1889 à 1892 et de 1894 à 1897.
Richards meurt à Victoria en mars 1897 à l'âge de 75 ans. Il se marie à deux reprises, à Frances Chaffey en 1849 et à Ellen Chaffey Chislett en 1854. L'artiste-peintre Frances Richards (en) est l'une de ses filles issue de son premier mariage.
La Richards Street de Vancouver est nommé en son honneur.